# Al Khamsa
Az Al Khamsa az arab telivér egyik változata, valójában a beduin vérvonalú arab lovakat hívják így. A név egy arab szóból ered, jelentése: az öt. Leírása megegyezik az arab lovakéval, ezért nem fontos külön tárgyalni.

## A legenda
Az Al Khamsa Mohamed próféta kedvenc lova volt. A monda szerint a kancája 3 napig bírta víz nélkül kitartással és erővel. Majd a kancát felszabadította - ez egy hűségteszt volt, mivel a kancát elengedte arra számított, hogy az elszalad víz után kutatva. Mohamed 100 kancával játszotta el ezt a hűségtesztet, abból pedig csak 5 fordult vissza, mikor Mohamed hívta őket. Ezért kapta az „öt” nevet. Mindegyik bátor és hűséges kanca volt, melyek a Kehilan, Seglawi, Abeyan, Homdany és Habda nevet kapták.

## Története
Az Al Khamsa sivatagi arab lovak kihalásának megakadályozása érdekében és a vérvonal továbbvitele céljából világszerte több alapítvány létesült. Amerikai és európai ménesekben tenyésztik a lovakat tovább, hogy a fajta fennmaradjon.
Magyarországra 1983-ban érkezett hét Al Khamsa mén és két kanca a bábolnai ménesbe.